# Carbonat de liti

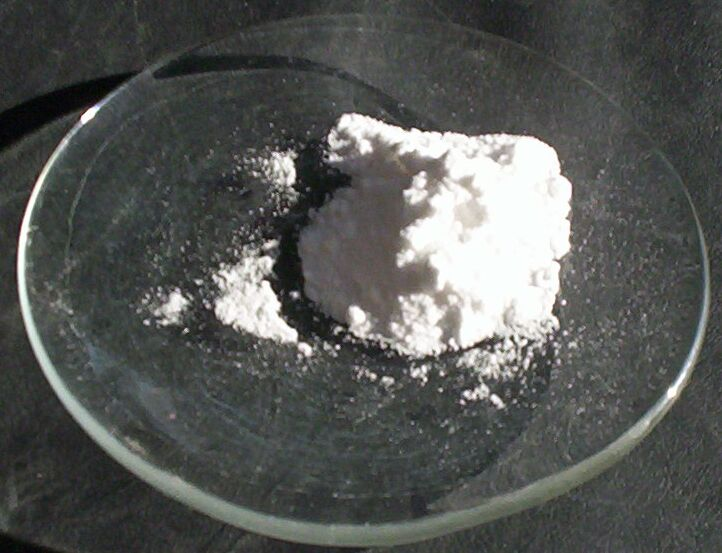
Aspecte

El carbonat de liti (Li₂CO₃) és una sal química que es fa servir en medicina com depressor del sistema nerviós, particularment en el tractament del trastorn bipolar, juntament amb el bicarbonat de liti. Es fa servir com tranquil·litzant en teràpies psicològiques. En dosis superiors a les recomanades pot ser mortal.
Normalment en estat sòlid es presenta com una pols fina, és menys soluble en aigua calenta que en aigua freda, no és higroscòpic i és generalment estable exposat a l'atmosfera. El carbonat de liti reacciona fàcilment amb àcids forts i es fa servir en la manufactura d'altres sals deliti.

## Propietats
És polimèric. És relativament covalent com mostra la seva baixa solubilitat. La seva solubilitat aparent s'incrementa deu vegades sota la pressió del CO₂ i aquest efecte es deu a la formació d'hidrogencarbonat:
Li₂CO₃ + CO₂ + H₂O → 2 LiHCO₃

## Usos
- Indústria de vidres; òptica, pantalles, envasos industrials.
- Enamel; banyat d'acer.
- Ceràmiques vidrades; miralls de telescopis, vidres de cuines.
- Producció d'alumini.
- Formigons especials.
- Cel·les d'energia; cogeneració d'electricitat.
- Pirotècnia, ja que dona una llum vermella
- Aplicacions mèdiques.

### Ús psiquiàtric
El carbonat de liti serveix per tractar la fase de mania (o eufòrica) en el trastorn bipolar. Els ions de liti interfereixen les reaccions químiques de la bomba de sodi que afecten els missatges que porten les cèl·lules al cervell. En la fase de mania s'ha observat un increment irregular de l'activitat de la proteïna quinassa C (PKC) dins del cervell. Un estudi mostra que el liti actua en el cervell inhibint l'activitat de la PKC directa i indirectament El carbonat no serveix gaire en depressió unipolar.

## Noms comercials
Camcolit, Candamide, Carbolith, Carbolithium, Ceglution, Eskalith, Hypnorex, Lithane, Lithicarb, Lithinate, Lithonate, Lithotabs, Plenur, Priadel, Quilonum.